# 회야강
회야강(回夜江)은 경상남도 양산시 평산동의 무지개폭포에서 발원하는 강이다. 회야강은 울산광역시 울주군 온산읍, 서생면 등을 거쳐 동해로 흘러들어 간다.

## 유래
신라의 시조 혁거세왕이 태어난 박이 밤에 이 강으로 떠돌아왔다는 설이 있고, 임진왜란 때 왜적을 무찔러 크게 이긴 곳이기도 하다. 토박이 땅 이름으로는 '돌배미강'이며, 다른 이름으로는 '일승강(一勝江)'이라고도 한다. 곡류천을 명명할 때에는 곡(曲)·회(回)·구비(仇非)·도내(道內) 및 돈(敦)·석(石)과 유류의 형태를 나타내는 궁(弓)·을(乙)·지(之) 자를 많이 썼다.
‘논배미를 돌아서 흐르는 강’이란 뜻의 돌배미강에서 돌을 돈다는 뜻의 ‘회(回)’ 자로 바뀌고 배미는 논배미→바미→밤→야(夜)로 변하여 회야강이 되었다. 조선시대에는 곰내 혹은 곰수로 불렀고 웅촌에서는 남천, 온산에서는 회야강, 서생에서는 일승강이라고 불렀다. 한편, 회야강은 일승강이라고도 하는 데, 이것은 임진왜란 당시 단 한 번의 전투에서 왜군을 꺾었다고 해서 나온 이름이라고 한다.

## 자연환경
천성산(千聖山)과 대운산(大雲山)을 갈라 놓고 있는데, 옛 웅상을 에워싸고 있는 천성산(922.2m)과 대운산(742m)의 위용 아래 이 산맥에서 흐르는 개울물이 회야천을 이루고 있다. 토질은 영농에 알맞아 예로부터 쌀과 보리를 비롯한 오곡의 산출이 풍성한 농경 사회가 일찍 형성되었다. 그러나 남부 지방에 위치하면서도 해발 200m의 고랭지여서 여름 식물 성장의 촉진 시기에 냉조풍(冷潮風)이 불어 농작물 성장에 필요한 적당한 양의 온도가 부족하여 인근 북부 지방보다 오히려 늦게 결실하는 특수 지대이다.
천성산맥 동쪽 기슭에 해당되고 해안 지방에 속한 관계로 북동기류의 영향을 받아 강우량이 특히 많은 편인데, 1965년부터 5년 간격의 평균이 1,433mm를 넘고 있다. 계절별로 보면 7·8·9월의 강우량이 300~650mm로 가장 많고 11월 3일에서 11일 사이에 서리가 내리며 12월 하순경에 눈이 내린다. 그렇지만 이곳은 다른 지방에 비해서 눈이 오는 일수가 극히 적어 연간 6~7일 정도에 불과하다.

## 지리

### 발원지
경상남도 양산시의 천성산 무지개폭포에서 발원하여 장흥저수지를 거쳐 동류하다가, 덕계천에서 합류되어 북류하고 대복천과 합류되어 다시 동류하고, 회야호를 거쳐 남창천과 합류되어 동류하다가 울산광역시 온산읍과 서생면의 동해로 흘러든다

## 지류

#### 제1류
회야강의 제1류는 회야강 본류에 직접 닿아있는 지류들이다.
- 덕계천
- 주진천
- 주남천
- 명곡천
- 혈수천
- 소주천
- 용당천
- 곡천천
- 대복천
- 남창천
- 발리천

#### 제2류
회야강의 제2류는 제1류로 흘러 들어가는 지류들이다.
- 고연천
- 대운천
- 고산천

#### 제3류
회야강의 제3류는 제2류로 흘러 들어가는 지류들이다.
- 굴화천

## 하천시설

### 교량
- 소남교
- 주남교
- 당촌교
- 회야교 (국도 제7호선)
- 대대교
- 동천철교 (동해선)
- 동천교 (국도 제14호선)
- 덕신대교
- 온산교
- 상회2교
- 서생교 (국도 제31호선)
- 명선교